# Bulbine rhopalophylla
Bulbine rhopalophylla là một loài thực vật có hoa trong họ Thích diệp thụ. Loài này được Dinter miêu tả khoa học đầu tiên năm 1931.